# Ievgueni Riabtchikov
Ievgueni Riabtchikov - en russe : Евгений Рябчиков et en anglais : Evgeni Ryabchikov (né le 16 janvier 1974 à Iaroslavl en URSS) est un joueur professionnel russe de hockey sur glace. Il évoluait au poste de gardien de but.

## Carrière de joueur
En 1993, il débute avec le Molot Prikamie Perm en Superliga. Il est choisi en 1994 au cours du repêchage d'entrée dans la Ligue nationale de hockey par les Bruins de Boston en 1er ronde, en 21e position. Il part alors en Amérique du Nord et est assigné aux Bruins de Providence dans la Ligue américaine de hockey. Il n'a jamais joué dans la LNH. Après avoir navigué dans les ligues mineures, il revient à Perm en 1999. En 2004, il met un terme à sa carrière après quelques parties avec le HK Rybinsk dans la Vyschaïa liga.

## Carrière internationale
Il a représenté l'équipe de Russie junior au niveau international. Il a participé au Championnat du monde junior 1994 au cours duquel sa sélection a remporté la médaille de bronze.

## Trophées et honneurs personnels
Championnat du monde junior
- 1994 : élu dans l'équipe d'étoiles.